# HD195725
HD195725 — хімічно пекулярна зоря спектрального класу A6, що має видиму зоряну величину в смузі V приблизно  4,2.
Вона  розташована на відстані близько 135,7 світлових років від Сонця.

## Фізичні характеристики
Зоря HD195725 обертається 
досить швидко 
навколо своєї осі. Проєкція її екваторіальної швидкості на промінь зору становить  Vsin(i)= 53км/сек.